# درة اهكي (خبريز)
درة اهکي (بالفارسية: دره اهکی) هي قرية تقع في إيران في قسم خبریز الريفي. يقدر عدد سكانها بـ 29 نسمة بحسب إحصاء 2016.